# Емир Прелџић
Емир Прелџић (Зеница, 6. септембар 1987) је турски кошаркаш. Игра на позицији крила. Такође поседује и држављанства Словеније и Босне и Херцеговине.

## Клупска каријера
Каријеру је почео у зеничком Челику одакле 2004. године прелази у Триглав из Крања. Наредне године прелази у Геоплин Слован у чијем дресу дебитује и у Јадранској лиги. У јуну 2007. прелази у Фенербахче Улкер. Док је био играч Фенербахчеа, одабран је на НБА драфту 2009. као 57. пик од стране Финикс санса. Ипак није отишао у НБА, већ је у дресу Фенера провео осам сезона, током којих осваја четири титуле првака Турске, као и три Купа и један Суперкуп Турске. У сезони 2015/16. наступа за Дарушафаку, потом две сезоне носи дрес Галатасараја а у сезони 2018/19. је био играч Бахчешехира. У октобру 2019. се прикључио екипи Орловик из Жепча која наступа у трећем рангу такмичења у Босни и Херцеговини.

## Репрезентација
Иако рођен у Босни и Херцеговини, Прелџић је прихватио позив да заигра за репрезентацију Словеније. Са репрезентацијом Словеније до 20 година је освојио бронзану медаљу на Европском првенству 2006. у Измиру. За сениорску репрезентацију Словеније је играо током лета 2008. у квалификацијама за Олимпијске игре у Пекингу.
Лета 2011. је прихватио позив да заигра за сениорску репрезентацију Турске. Са репрезентацијом Турске је играо на Европским првенствима 2011. и 2013. као и на Светском првенству 2014. у Шпанији.

## Успеси

### Клупски
- Фенербахче :
  - Првенство Турске (4): 2007/08, 2009/10, 2010/11, 2013/14.
  - Куп Турске (3): 2010, 2011, 2013.
  - Суперкуп Турске (1): 2013.

### Репрезентативни
- Европско првенство до 20 година:  2006.

### Појединачни
- Најкориснији играч Купа Турске (1): 2011.